# Chorum
Chorum (em turco: Çorum) é uma cidade e distrito (ilçe) do centro-norte da Turquia. É capital da  província homónima e parte da região do Mar Negro. O distrito tem 2 436 km² de área e em 2021 tinha 298 796 habitantes (densidade: 122,7 hab./km²), dos quais 267 396 moravam na cidade.

## Descrição
A região de Chorum, no interior norte da Anatólia, é conhecida pelos seus sítios arqueológicos frígios e hititas, pelas fontes termais e pelos aperitivos locais de grão-de-bico tostado chamados leblebi, muito populares em toda a Turquia.
Chorum situa-se no bordo setentrional do planalto da Anatólia. Os arredores são montanhosos, e a Falha Setentronal da Anatólia passa 20 km a sul da cidade. As montanhas próximas são populares para passeios e piqueniques, nomeadamente a área da barragem de Çomar. Outros atrativos de Chorum são os sítios arqueológicos, o museu arqueológico local, onde estão expostos muitos dos importantes achados recolhidos em escavações levadas a cabo na região, as casas antigas de estilo otomano e a torre do relógio do século XIX. Na gastronomia local destacam-se vários tipos de pratos de massas, nomeadamente o famoso Chorum mantısı, uma espécie de ravioli cozinhado lentamente num forno de tijolo ou cozido num molho de carne de vaca.

### Clima
O clima é do tipo continental, com verões quentes e secos e invernos frios e com neve. Entre dezembro e março, as médias das temperaturas mínimas é negativa (-4,3 °C em janeiro) e mesmo em abril, outubro e novembro é inferior a 5 °C. As médias das temperaturas máximas entre dezembro e fevereiro pouco passa dos 5 °C. No verão a média das temperaturas máximas é próxima dos 26 °C em junho e setembro e superior a 29 °C em jullho e agosto. No entanto, até no verão as noites são frias (entre 9 e 12 °C entre junho e setembro). A precipitação anual é 441,6 mm.

## História
Na região onde se encontra a cidade há vestígios de ocupação humana que remontam ao Paleolítico, sendo conhecidos diversos pequenos assentamentos e ferramentas dessa época, alguns dos quais foram escavados nos últimos cem anos. A cidade parece ter sido um entreposto comercial assírio, que fazia a ligação entre a Anatólia e a Mesopotâmia entre 1 950 e 1 850 a.C.
A cidade ganhou importância com a emergência o império hitita, entre 1 650 e 1 200 a.C., quando as artes e economia local se desenvolveram significativamente. Hatusa, a capital imperial hitita, situava-se relativamente perto, a cerca de 80 km a sudoeste. Alaca Höyük, o local de outra cidade hitita importante cujo nome se desconhece, situa-se sensivelmente a meio caminho entre Chorum e Hatusa. Desfrutando de uma posição geográfica privilegiada e naturalmente protegida, a região teve uma economia bem estabelecida e suportada no chamado sistema regional de Karum. Após o colapso do império hitita, o império frígio continuou a assegurar a estabilidade da região.
Depois da queda dos Frígios, a cidade conheceu vários governantes, entre os quais se destacaram os medos, persas, macedónios, gálatas, romanos, bizantinos, seljúcidas e por fim os otomanos, que tomaram a região no século XIV.
No início do século XX, durante a Guerra de Independência da Turquia, Chorum foi uma das cidades com mais baixas entre os turcos; os militares da cidade e das aldeias em volta receberam 1 510 Medalhas da Independência. A cidade juntou-se oficialmente à República da Turquia logo após a proclamação da república em 1923.